# Nephodia perilla
Nephodia perilla är en fjärilsart som beskrevs av Druce 1893. Nephodia perilla ingår i släktet Nephodia och familjen mätare. Inga underarter finns listade i Catalogue of Life.